# Орла Вас
Орла Вас (словен. Orla vas) — поселення в общині Брасловче, Савинський регіон, Словенія. 
Висота над рівнем моря: 282,8 м.